# Maurice Colbourne
Maurice Colbourne (Sheffield, 24 september 1939 - Dinan, Frankrijk, 4 augustus 1989) was een Engels acteur.
Hij werd geboren als Roger Middleton in Sheffield voor het uitbreken van de Tweede Wereldoorlog. Hij nam de naam aan van een filmacteur genaamd Maurice Colbourne, (24 september 1894 - 22 september 1965), die dezelfde geboortedatum had als de zijne. Hij werd het eerst bekend toen hij speelde in de BBC-televisieserie Gangsters in 1975-78, daarna verscheen hij regelmatig op het scherm. 
Hij was vier keer te zien in de serie Doctor Who. Hij speelde ook de rol van Jack Coker in de televisieserie van John Wyndhams The Day of the Triffids (1981). 
In 1972 werd hij mede-oprichter, samen met Mike Irving en Guy Sprung, van het Half Moon Theatre  Aldgate, Londen. Dit was een succesvol, radicaal theatergezelschap. In 1985 werd het bedrijf verhuisd naar een verbouwde kapel in Mile End Road, vlak bij Stepney Green in Londen. 
Hij is het bekendst geworden als Tom Howard in de BBC-televisieserie, Howards' Way, een rol die hij speelde van 1985 tot 1989, tot hij plotseling overleed aan een hartaanval op een leeftijd van 49 jaar, tijdens de renovatie van een vakantiehuis in Dinan, in Bretagne, Frankrijk. 

## Filmografie
- Howards' Way  (61 episodes, 1985-1989) TV - Tom Howard
- Hitler's S.S.: Portrait in Evil (1985) (TV)  SS officier
- Doctor Who (4 episodes, 1984-1985) TV -  Lytton
- Johnny Jarvis (1 episode, 1983) TV - Jake
- Take Three Women (1982) (TV)  - Kit
- Venom (1981)  - Sampson
- The Day of the Triffids (4 episodes, 1981) TV  - Jack Coker
- Shoestring (1 episode, 1980) TV -  Priester
- Strangers (2 episodes, 1980) nTV  - John Rutter
- Armchair Thriller (1 episode, 1980 TV - Lt. Cmdr. Kobahl
- Hawk the Slayer (1980)  -  Man met bijl
- The Onedin Line (3 episodes, 1979) TV -  Charles Marston
- Bloodline (1979)  -  Jon Swinton
- Return of the Saint  (1 episode, 1978) TV  -  Jed Blacket
- Gangsters (12 episodes, 1976-1978) TV -  John Kline
- Van der Valk  (1 episode, 1977) TV - Nick Scholtz
- The Duellists (1977) - secondant van Féraud
- Killers (1 episode, 1976) TV  -  Patrick Mahon
- Escape from the Dark (1976)  -  Luke Armstrong
- Churchill's People (1 episode, 1975) TV  - Dr. Gedge
- Play for Today (1 episode, 1975) TV  -  John Kline
- Times For (1971)
- Cry of the Banshee (1970)  - dorpeling

- Library of Congress Control Number: no2008050091
- MusicBrainz: 4727075b-4be4-4582-b67c-fbcc7a680d23
- Virtual International Authority File: 91386020
- WorldCat: E39PBJt438wdhX3gDpXMrrwDMP